# Sigrid Bárány
Sigrid Marie Bárány, född 28 oktober 1975, är en svensk kokboksförfattare som vann tävlingen Sveriges mästerkock 2012. Efter att ha vunnit tävlingen gav hon ut kokboken Spisvärme och Sigrids kök på förlaget Bonnier Fakta.
Hon är dotter till teoretiske fysikern Anders Bárány.